# De stad is een schaakbord
De stad is een schaakbord (Engels: The squares of the City) is een sciencefictionroman uit 1965 van de Britse schrijver John Brunner. De roman verscheen in 1976 in de Born SF-serie van Born NV Uitgeversmaatschappij. 

## Verhaallijn
Het verhaal speelt zich af in een onbepaalde tijd, maar is deels terug te voeren op de stichting/bouw van de stad Brasilia (jaren 60) en een schaakpartij uit 1892.
President Juan Sebastian Vardos wil zijn land Aguazul in Zuid-Amerika opstuwen in de vaart der volkeren. Om niet met de oude steden opgescheept te zitten liet hij een nieuwe stad bouwen die naar hem genoemd is: Ciudad de Vardos, en riep die stad direct uit tot hoofdstad. Die bouw van die stad heeft geheel plaatsgevonden aan de hand van de tekentafel. Het verhaal begint op het tijdstip dat blijkt dat de stad theoretisch schitterend gebouwd is en aan alle eisen van de tijd voldoet, maar dat het gedrag van de gewone man in de straat daar dwars op staat. De stad werd een economisch centrum en trok allerlei plattelandsbewoners aan, die de stad omringden met uit de grond gestampte sloppenwijken en ook het strak gereguleerde verkeer ophielden.
Boyd Hakluyt, een Australische verkeersingenieur wordt uitgenodigd een oplossing te verzinnen voor de problemen van de stad. Hij krijgt te maken met de nukken van president Vardos, een dictatoriale man die de belangen van de rijken en zijn stad voor ogen houdt en minister van Buitenlandse Zaken Esteban Diaz, die de belangen van de gehele bevolking voor ogen houdt. Hakluyt werd door Vardos gekozen, omdat in Australië een racistisch beleid wordt/werd gevoerd. Immigratie werd zoveel mogelijk afgehouden en de plaatselijke bevolking achtergesteld. Het probleem van Aquazul blijkt ook terug te voeren zijn op een gespleten bevolking. De lichtgekleurde en rijke mensen staan tegenover de enigszins gekleurde plaatselijke bevolking. Hakluyt komt is een Apartheidgelijkende politiek terecht, waarbij corruptie, politiek gekonkel en schimmige personen een rol spelen. Alle problemen van de stad worden teruggevoerd tot een ruimte onder een hooggebouwd metrostation. De rijken worden daar opgehouden en lastiggevallen door arme immigranten van de stad. Hakluyt doet zijn onderzoek en komt er steeds meer achter dat het enige plan dat goedgekeurd kan worden wel erg veel lijkt op het originele plan van Vardos zelf. Het plein moet schoongeveegd worden.

## Opbouw
De interactie tussen de diverse personages in het boek loopt gelijk met een schaakspel gespeeld door Wilhelm Steinitz en Mikhail Chigorin in 1892. Moord is daarbij gelijk aan het slaan van speelstukken. Deze basis had gevolgen voor het aantal personages in het boek. De 32 personen zijn verdeeld in wit (de kant van witte koning Vardos) en zwart (de kant van zwarte koning Diaz). Hakluyt zelf wordt gezien als wit paard.
De schrijver volgt de partij tot bijna het eind. Hakluyt komt er namelijk achter dat Vardos de gang van zaken gekoppeld heeft aan een schaakspel met relatief weinig interactieve mogelijkheden en zo ook met zijn "personeel" en vijanden omgaat. Hakluyt stopt dan zijn medewerking, waardoor het spel niet afgemaakt kan worden.

## Recensies
De hoeveelheid opgevoerde personen werd door collega-schrijver Algis Budrys gezien als een rem op het verhaal en als een obsessie om aan het schaakspel te kunnen refereren. Anderen lazen het boek als een boek met veel personages en waren het niet met hem eens. De interacties tussen de diverse personen is daarbij gering.